# Albert Saurí Tarrés
Albert Saurí Tarrés   (Hostalric, p. dècada del 1950) és un antic pilot d'automobilisme català. Resident a Hostalric, formà part de l'Escuderia Sellabona i fou campió d'Espanya d'autocròs el 1979 amb un Alpine 1430. Aquell mateix any participà en el primer autocròs internacional de Madrid i fins a mitjan dècada de 1980 competí en algunes edicions del Campionat d'Europa i de la Copa d'Europa d'autocròs. També participà en curses de Fórmula TT.